# Teloglabrus sabiensis
Teloglabrus sabiensis är en tvåvingeart som beskrevs av Feijen 1983. Teloglabrus sabiensis ingår i släktet Teloglabrus och familjen Diopsidae. Inga underarter finns listade i Catalogue of Life.